# Мосоловка (Рассказовский район)
Мосоловка — село в Рассказовском районе Тамбовской области Российской Федерации. Входит в состав Рождественского сельсовета. С 2005 года фактически является хутором.

## География
Находится в центральной части региона, возле урочищ Екатериновка, Степановка, Маяк, в 10,8 км от центра сельского совета. На территории села протекает речка Нашенька, приток Малого Ломовиса.

## Топоним
Название, как и остальных деревень Мосоловка в Тамбовской области, восходит к фамилии Мосолов, чьи носители владели землями этих поселений.

## История
Впервые упоминается в документах ревизской сказки 1858 года.
Принадлежала титулярной советнице Авдотье Егоровне Мосоловой, за которой было записано крепостных крестьян: мужского пола — 61, женского пола — 58 человек (домов — 17). В числе крестьян были: Иванов Василий, Кондратьев Захар, Поликарпов Филипп, Прокофьев Семен, Егоров Ларион.

## Население
| 2010 |
| ---- |
| 1    |

В 1911 году мужского пола — 172, женского пола — 176 человек.
В период с 1990 по 2012 г. на территории населенного пункта осуществлялась деятельность КФХ (крестьянского фермерского хозяйства) "Литвинов и К". С 2012 деятельность временно остановлена, осталась усадьба на улице Бугровка, на территории которой постоянно проживает человек. Ведется приусадебная сельскохозяйственная деятельность.

## Инфраструктура
Было развито личное приусадебное хозяйство. В 1911 году в Мосоловке было 45 крестьянских дворов. На ноябрь 2021 года домовладений нет. Обслуживает село почтовое отделение, расположенное в селе Телешовка.
На 2024 год имеется одно домовладение, на территории которого постоянно проживает человек.

## Транспорт
Деревня доступна по просёлочной дороге.
Железнодорожное сообщение осуществляется через станцию "Тягуновка", находится в 5,6 км.
Автобусное сообщение осуществляется через остановку общественного транспорта "Телешовка", находится в селе Телешовка в 5,4 км.